# Список послів Австрії в Перу
Надзвичайний і Повноважний Посол Австрії в Перу є офіційним представником Республіки Австрія при Республіці Перу. Посол у Лімі також акредитований у Болівії.
Обидві країни встановили відносини у XIX столітті. У 1851 році Австро-Угорщина визнала незалежність Перу, і після цього обидві країни налагодили відносини. До 1859 року етнічні німці з Австрії та Німеччини заснували колонію Позузо.
Через початок Першої світової війни Перу розірвало відносини як з Німеччиною, так і з Австро-Угорщиною, відновивши їх лише з Першою Австрійською Республікою після війни. Після входження  Австрії до Німецької Райху в 1938 році Перу припинило відносини з Австрією, продовжуючи свої відносини з Німеччиною до 1942 року. Протягом цього періоду австрійське населення в Перу було поляризоване між лоялістами Австрії та націонал-соціалістами.
У 1947 році Перу визнало Республіку Австрія, і в 1949 році були відновлені двосторонні відносини.

## Список представників

### Австро-Угорщина
| Ім'я             | Початок терміну | Кінець терміну | Глава держави | Примітки |
| ---------------- | --------------- | -------------- | ------------- | --- |
| Вільгельм Браунс | 1864            | 1872           | Фердинанд I   | Перший почесний консул і представник Австро-Угорщини в Перу. Його каденція розпочалася разом з відкриттям консульства. |
| Крістіан Крюгер  | 1872            | 1883           | Франц Йосиф I | |
| Жан Луї Дюбуа    | 1883            | 1898           | Франц Йосиф I | |
| Грегам Роу       | 1898            | 1899           | Франц Йосиф I | |
| Самюель Брамс    | 1899            | 1908           | Франц Йосиф I | |
| Вальтер Юстус    | 1908            | 1918           | Франц Йосиф I | Почесне консульство в Лімі було закрито у 1919 році.                                                                   |

### Австрія
| Name | Term begin | Term end | Head of state            | Notes |
| --- | ---------- | -------- | ------------------------ | --- |
| Адольф Кершбаум                                                                                               | 1922       | 1922     | Карл Зайц                | Почесний консул. Помер під час перебування на посаді. Посада почесного консула залишалася вакантною з 1922 по 1926 рік. |
| Франц Людвіг Остерн                                                                                           | 1927       | 1938     | Міхаель Гайніш           | Як відданий націонал-соціаліст, зазнав критики з боку опонентів в Перу, які вимагали його відсторонення. Він також був акредитований при легації в Бразилії. |
| Представники Третього Рейху(Австрія увійшла до складу Німеччини у 1938, дипломатичні зносини відновлено 1949) |            |          |                          | |
| Йозеф Кріпп                                                                                                   | 1949       | 1953     | Карл Реннер              | Акредитований від делегації в Сантьяго, Чилі, з 1948 року. Він вручив свої вірчі грамоти тодішньому президенту Мануелю А. Одріа 2 листопада 1949 року. Приблизно в той же час відбувалися приготування до відкриття посольства Перу у Відні та почесного консульства в Лімі.                         |
| Карл Гудечек                                                                                                  | 1953       | 1955     | Теодор Кернер            | Делегація в Сантьяго була підвищена до рівня посольства в 1953 році. У цей час Альфред С. Бухнер був призначений почесним консулом у Лімі. Дану посаду він обіймав до своєї смерті в 1992 році. Бухнера замінила його дочка Ельфріда Бухнер, яка керувала консульством до його закриття в 2001 році. |
| Макс Аттемс                                                                                                   | 1955       | 1958     | Теодор Кернер            | Акредитований від Сантьяго. Аттемс вручив свої вірчі грамоти в Лімі 12 вересня 1955 року. |
| Пауль Цедтвіц                                                                                                 | 1958       | 1962     | Адольф Шерф              | Акредитований від Сантьяго. Цедтвіц вручив свої вірчі грамоти в Лімі 13 жовтня 1958 року. |
| Геральд Гедель                                                                                                | 1963       | 1968     | Адольф Шерф              | Акредитований від Сантьяго |
| Едмунд Краль                                                                                                  | 1968       | 1970     | Франц Йонас              | Перший посол, який постійно проживав у Лімі з часу створення посольства. |
| Еріх Максиміліан Шмідт                                                                                        | 1971       | 1974     | Франц Йонас              | |
| Поль Цедтвіц                                                                                                  | 1974       | 1976     | Бруно Крайський          | |
| Карл Раушер                                                                                                   | 1977       | 1981     | Рудольф Кірхшлегер       | |
| Рудольф Штангельбергер                                                                                        | 1981       | 1983     | Рудольф Кірхшлегер       | |
| Удо Ерліх-Адам                                                                                                | 1983       | 1990     | Рудольф Кірхшлегер       | |
| Франц Ірбінгер                                                                                                | 1990       | 1993     | Курт Вальдгайм           | |
| Артур Шушніг                                                                                                  | 1994       | 1997     | Томас Клестіль           | Був одним з заручників під час Кризи у японському посольстві. |
| Вольфганг Донат                                                                                               | 1997       | 2003     | Томас Клестіль           | |
| Герхард Дойак                                                                                                 | 2003       | 2006     | Томас Клестіль           | |
| Георг Воутсас                                                                                                 | 2007       | 2009     | Гайнц Фішер              | |
| Андреас Мелан                                                                                                 | 2009       | 2014     | Гайнц Фішер              | |
| Андреас Рендл                                                                                                 | 2014       | 2018     | Гайнц Фішер              | [ 9 ] |
| Герхард Цеттль                                                                                                | 2019       | діючий   | Александр Ван дер Беллен | |